# Auriculariales
Auriculariales of Judasoororde is een botanische naam, voor een orde van paddenstoelen. In deze orde en de Trilzwamorde (Tremellales) vertonen de basidia tussenschotjes of septen.
Volgens de Index Fungorum is de samenstelling de volgende:
- orde Auriculariales
  - familie Auriculariaceae
  - familie Hyaloriaceae
  - familie Oliveoniaceae
  - familie Tremellodendropsidaceae

Alsook, ongeplaatst (incertae sedis):
- Adustochaete - Amphistereum - Aporpium - Atractobasidium - Basidiodendron - Bourdotia - Ceratosebacina - Ductifera - Elmerina - Endoperplexa - Guepinia - Hauerslevia - Heteroacanthella - Heteroradulum - Heterorepetobasidium - Heteroscypha - Metabourdotia - Microsebacina - Mycostilla - Porpopycnis - Proterochaete - Protodaedalea - Protohydnum - Protomerulius - Protoradulum - Pseudohydnum - Renatobasidium - Sclerotrema - Serendipita - Stypella - Stypellopsis - Tremellacantha - Tremellochaete